# إرنست هاتشسون
إرنست هاتشسون (بالإنجليزية: Ernest Hutcheson)‏ هو معلم موسيقى وعازف بيانو وملحن أسترالي، ولد في 20 يوليو 1871 في ملبورن في أستراليا، وتوفي في 9 فبراير 1951 في نيويورك في الولايات المتحدة.

## وصلات خارجية
- إرنست هاتشسون على موقع ميوزك برينز (الإنجليزية)